# Tetris Attack
 (avril 2025).
Si vous disposez d'ouvrages ou d'articles de référence ou si vous connaissez des sites web de qualité traitant du thème abordé ici, merci de compléter l'article en donnant les références utiles à sa vérifiabilité et en les liant à la section « Notes et références ».
Tetris Attack, nommé Panel de Pon au Japon, est un jeu vidéo de puzzle sorti en 1995 sur Super Nintendo et en 1996 sur Game Boy. Reprenant le concept général de Columns et Puyo Puyo, il a la particularité de contenir deux jeux de types différents : un jeu de réflexes où à l'instar de Tetris, la rapidité est essentielle, et un jeu de puzzle proprement dit.

## Système de jeu

### Généralités
Le jeu est composé de briques carrées de différentes couleurs, chaque couleur s'accompagnant d'un symbole différent :
- Carré vert forêt
- Triangle cyan
- Étoile jaune
- Cœur rouge
- Losange violet
- Triangle renversé bleu marine (n'apparaissent pas en mode facile)

Comme dans Columns, le but du jeu est de réunir une rangée d'au moins trois briques de même couleur. Celles-ci disparaissent alors, laissant tomber celles-qui se trouvaient éventuellement au-dessus. On peut ainsi avoir des combos, des briques réunies disparaissant pour laisser tomber d'autres briques qui elles-mêmes complètent une série qui disparait. Chaque disparition rapporte un certain nombre de points, et les combos en rapportent beaucoup plus (sous forme de multiplicateurs).
Les briques, contrairement à Puyo Puyo, ne tombent pas du ciel, et ne doivent donc pas être déplacées pendant leur chute pour être placées au meilleur endroit possible. Elles sont au contraire déplacées a posteriori et d'une unique manière : on intervertit deux briques qui sont l'une à côté de l'autre (horizontalement).

### Modes de jeux

#### Mode réflexes
Dans ce mode, le sol est recouvert d'un certain nombre de briques qu'il faut éliminer. Les briques supplémentaires ne tombent pas du ciel, mais au contraire c'est le plancher qui monte, laissant apparaitre de nouvelles lignes de briques. Le joueur doit, par interventions successives, faire disparaître les briques pour éviter que les briques les plus en haut ne heurtent le plafond. Au fur et à mesure que le joueur avance dans le jeu, celui-ci s'accélère, les nouvelles lignes apparaissant plus rapidement.
Il existe un mode deux joueurs, où, comme dans Puyo Puyo, faire des combos rajoute des briques grises au sommet du jeu adverse

#### Mode puzzle
Dans ce mode, le temps ne compte pas. Un certain nombre de briques sont immobiles sur l'écran, et rien ne s'y ajoute. Le but du jeu est, en un nombre imparti de coups, de les faire toutes disparaître. Il y a des puzzles de difficulté croissante. La difficulté n'est pas fonction du nombre de briques, car quelquefois un nombre important de briques peuvent être éliminées par un unique déplacement, permettant par exemple de nettoyer l'écran en un coup, comme demandé. Si le joueur utilise le nombre de coups autorisé sans réussir à détruire toutes les briques, il a tout loisir de recommencer autant de fois qu'il le désire. Un système de mot de passe lui permet même de recommencer une autre fois là où il en était.

### Graphismes et ambiance
L'ambiance du jeu, bien que cela n'ait aucune incidence en termes de gameplay, est basée sur le jeu Super Mario World 2: Yoshi's Island sorti à la même époque. Les personnages contrôlables viennent de ce jeu, comme Yoshi, Maskass ou Billoloto (Lakitu). Les images de fond du jeu rappellent beaucoup les graphismes très particuliers de ce jeu, avec des décors qui semblent fait à la craie ou au crayon pastel. Mais bien évidemment, ces décors et personnages sont un prétexte au jeu de puzzle.